# Concilio de Barcelona (540)
El primer concilio de Barcelona reunió a los obispos de la provincia eclesiástica Tarraconense hacia el año 540 durante el reinado de Teudis, que autorizó el concilio a pesar de profesar el arrianismo.
Recopilado solamente en el Códice emilianense, fue publicado por vez primera en 1593 en la Collectio Conciliorum Hispaniae elaborada por García de Loaysa. Asistieron el metropolitano de Tarragona Sergio, Nibridio de Barcelona, Casonci de Ampurias, Andrés de Lérida, Estafilio de Gerona, Juan de Zaragoza y Aselo de Tortosa, que acordaron diez cánones relativos a disciplina eclesiástica, liturgia y protocolo. 